# Maria Rosaria San Giorgio
Maria Rosaria San Giorgio (Napoli, 16 luglio 1952) è una magistrata italiana, eletta giudice della Corte costituzionale il 16 dicembre 2020 dalla Corte suprema di cassazione, di cui era Presidente di Sezione presso la Prima e la Seconda Sezione civile e Direttore dell'Ufficio del Massimario e del Ruolo.

## Biografia
Laureata con una tesi in diritto costituzionale nel 1974, è stata per cinque anni consigliere di prefettura, passando poi al Commissariato del Governo per la Regione Emilia-Romagna. 
È stata nominata uditore giudiziario nel 1981 e, in seguito, ha svolto le funzioni di pubblico ministero. Non molto tempo dopo, è stata assistente di studio presso la Corte costituzionale.
Ha fatto parte del Consiglio Direttivo della Corte di Cassazione (2008-2012), del Collegio dei Probiviri dell'A.N.M., della Commissione per la riforma del Codice etico della Magistratura (costituita dall'A.N.M.), nonché del Consiglio Direttivo della Scuola di specializzazione per le professioni legali presso l’Università LUMSA.
Ha insegnato diritto civile alla Scuola di specializzazione delle professioni legali presso l'Università La Sapienza. Sempre a Roma, ha collaborato presso la cattedra di procedura penale presso l’Università LUISS.
È stata l'unica donna togata nella consiliatura 2014-2018 del Csm. Presso tale organo, è stata: presidente della Quinta e membro della Ottava Commissione; Direttore dell’Ufficio Studi e componente della Prima e della Settima Commissione; membro della Terza e della Sesta Commissione. In quanto appartenente alla corrente Unicost, è stata considerata una toga vicina al conservatorismo.
Non è sposata e non ha figli.

### Giudice costituzionale
È la prima donna a essere scelta come giudice costituzionale in qualità di magistrato di una giurisdizione superiore (quella ordinaria) da parte della Corte di cassazione, da parte di una delle supreme magistrature ordinaria (Cassazione) e amministrative (Consiglio di Stato e Corte dei conti).
In virtù della sua elezione, per la prima volta, siedono simultaneamente alla Corte quattro donne, unendosi la dottoressa San Giorgio alle professoresse Sciarra (prima donna eletta dal Parlamento), de Pretis e Navarretta (nominate, rispettivamente, dai Presidenti Napolitano e Mattarella). Oggi, dunque, almeno un giudice costituzionale per ciascuno dei tre poteri tenuti alla nomina o elezione (legislativo, giudiziario e Presidente della Repubblica) è di sesso femminile, come auspicato già da Alfonso Quaranta durante la sua presidenza.
Ha prevalso su Giorgio Fidelbo, al ballottaggio, con 186 voti contro 133. Nella prima votazione, aveva conseguito 141 voti, prevalendo nettamente sugli altri candidati: Adelaide Amendola (32), presidente della Terza Sezione Civile; Luigi Salvato (69), avvocato generale, già sconfitto al ballottaggio da Stefano Petitti nel 2019; lo stesso Giorgio Fidelbo (83), presidente della Sesta Sezione Penale, considerato un "fine giurista" e una toga "progressista".

## Opere
- Avvocato, curatela con Fabio Cintioli e Giuseppe Santalucia, Milano, Giuffrè, 2001, ISBN 88-14-09228-1.
- Pareri di diritto civile: prova scritta esame avvocato, curatela, Milano, Giuffrè, 2005, ISBN 88-14-12109-5.
- Proprietà e Costituzione: i principi giurisprudenziali, con Fabio Cintioli, Milano, Giuffrè, 2002, ISBN 88-14-09462-4.